# La finta ammalata
La finta ammalata è un'opera teatrale di Carlo Goldoni del 1751, rappresentata per la prima volta, con successo,  a Venezia durante il Carnevale di quell'anno, con il titolo originario Lo speziale, o sia la finta ammalata.

## Trama

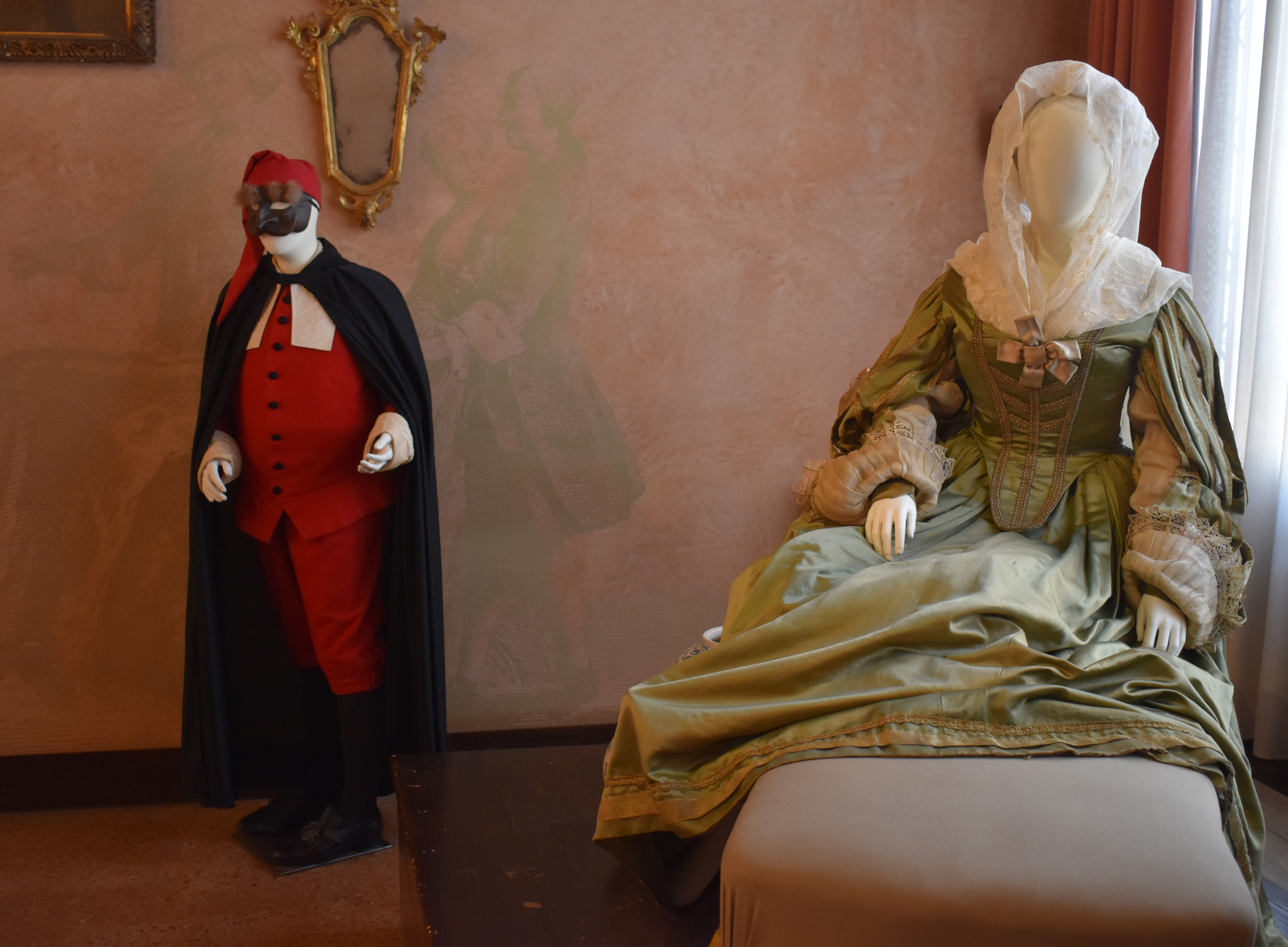
Allestimento scena tratta da La finta ammalata, casa Goldoni, Venezia

Pantalone, un signore vedovo, è uno dei più ricchi uomini della città, ma in casa sua regnano sgomento e preoccupazione visto che da tempo Rosaura, la sua amatissima figlia, resta in continuazione a letto e mostra vari sintomi di malattia. A nulla sono serviti i tentativi finora intrapresi da Pantalone e da Beatrice, amica di Rosaura, per farla guarire: la giovane sostiene di non riuscire a respirare e rifiuta il cibo.
Ben presto è comunque chiaro che la ragazza, quando non è osservata, mangia di gusto. I suoi sintomi sono frutto di finzione e tutt'al più la giovane soffre di mal d'amore. Perciò Rosaura finisce per ammettere lo stato reale delle cose confidandolo a Beatrice e alla serva Colombina, le quali reagiscono con sollievo alla rivelazione. La giovane svela di essere innamorata, ma fa fatica ad ammettere che ama proprio il medico che viene a visitarla, il dottor Onesti. La capricciosa finzione di Rosaura viene comunque perdonata con generosità e maliziosa indulgenza: la serva Colombina arriverà perfino a zittire il padrone per difendere la figlia nei suoi momenti di disperazione. Dato che la malattia è l'unico modo per ricevere le visite del dottore che ama, comunque la ragazza non ha alcuna intenzione di mostrare segni di guarigione.
Ben presto, stanco della mancanza di miglioramenti ed ignaro della reale situazione della figlia, Pantalone decide di sostituire il dottor Onesti e chiama per un consulto vari dottori, tra cui il dottor Buonatesta, un presunto luminare della scienza medica. Malgrado la rabbia e la disperazione di Rosaura, Buonatesta visita la ragazza, incassa una parcella assai salata e promette la guarigione della giovane, pur senza pronunciare la diagnosi e per di più prospettando una cura lunghissima.
Non sapendo più che pesci pigliare, Pantalone si lascia convincere suo malgrado a maritare la sua amatissima figlia, intuendo che sia quello il tipo di cura di cui lei ha bisogno. Propone un matrimonio con il pretendente Lelio; ricevendo una tale proposta, Rosaura mostra però subito di sentirsi molto peggio e Pantalone arriva alla conclusione errata che la cura adatta ai mali di Rosaura non possa essere un marito.
Beatrice decide quindi di intervenire e di andare in segreto a casa del dottor Onesti per rivelargli che il male di Rosaura è solo mal d'amore. Quest'ultimo risponde di esserne stato già al corrente; Onesti resta comunque assai sorpreso quando Beatrice finisce di spiegare la situazione e gli rivela che l'amore della paziente è rivolto proprio a lui. Sentendosi alle strette, Onesti minaccia di non andare più a visitare la sua giovane paziente per non mettere in gioco la sua etica professionale e per non alimentare le passioni amorose della ragazza.
Non c'è quindi da stupirsi se neanche stavolta Pantalone riscontrerà alcun miglioramento nello stato di Rosaura: al contrario, la ragazza sta sempre peggio. Per due volte, il padre chiama di nuovo al suo letto tutti i medici per un consulto, cui anche il dottor Onesti finisce per partecipare. Alla fine, pare addirittura che la ragazza abbia perso del tutto la facoltà di parlare. Dal confronto tra i vari medici uscirà da vincitore proprio il Dottor Onesti, il quale riesce a sciogliere la lingua alla ragazza. Infatti Rosaura rompe il suo voluto silenzio, rispondendo alle domande del suo medico con grande stupore di tutti i medici presenti.
A questo punto interviene Beatrice svelando pubblicamente il segreto innamoramento della giovane. Nonostante le prime perplessità e la differenza sociale, il padre di Rosaura ed il dottor Onesti si lasceranno convincere ad un fidanzamento: Rosaura avrà così l'unica cura efficace che ci sia.

## Poetica
Per Giuseppe Ortolani, in quest'opera appaiono ben disegnati i personaggi di Rosaura, che si finge ammalata per amore, e dello speziale Agapito, il vero protagonista della commedia. La figura di Rosaura pare ispirata a quella della signora Medebach, attrice dell'omonima compagnia di teatro, la quale spesso lamentava mali immaginari; ma mentre la finzione della protagonista è bonariamente perdonata, nessuna clemenza è invece dovuta nei confronti della subdola truffa da parte dei dottori: è infatti contro il falso uso della medicina che si rivolge il messaggio della commedia. L'onestà del dottor Onesti trionfa sulla falsità di tutti gli altri medici famosi, che, interessati al denaro, vanno al consulto solo per incassare. Mostrano di curare parecchio l'apparenza, ma di farsi sfuggire la sostanza: neanche quando si ritrovano uniti intorno al letto della paziente hanno la minima idea di quale possa essere il male di Rosaura; sono invece costretti in vari modi a nascondere la loro inettitudine, ad esempio ricorrendo ad un pomposo e vuoto latino. Queste figure vengono messe abilmente in ridicolo dall'autore, che ne sottolinea con umorismo l'atteggiamento menzognero ed affettato. Sempre a proposito della dura critica ai dottori, Goldoni dichiarò nell'introduzione che la commedia era ispirata a L'amore medico di Molière, riprendendo tematiche come quella del potere negativo dei medici, cui veniva invece contrapposto il potere terapeutico dell'amore,  lodando la virtù e mettendo in ridicolo il vizio come Goldoni era solito fare nel ciclo delle cosiddette Sedici commedie scritte nel corso di quell'anno. Questa intenzione è del tutto evidente nei dialoghi tra Pantalone e lo speziale, il quale pretende esplicitamente di capire ciò che gli si dice pur essendo in realtà sordo.
La ricchezza della commedia non si trova solamente negli aspetti morali: nell'introduzione per l'edizione a stampa, Goldoni non propone ad esempio la stessa lettura rispetto a quella dichiarata nella battuta di chiusura di Onesti, il quale si limita a ricordare che non tutti i medici sono ciarlatani. Poco o nulla mi cale, che di me si lagnino gl'impostori e gl'ignoranti, raffigurati nel Dottor Buonatesta e nel Dottore Merlino, anzi desidero che mi stieno lontani. Una buona parte dell'interesse risiede nell'ingegno goldoniano che traspare nello stile dei dialoghi e nella caratterizzazione dei personaggi, i quali danno ai dialoghi un sapore brillante e gustoso, ricco di batti e ribatti. La realtà della malinconia e della solitudine di Rosaura e la finzione della sua malattia vengono intrecciate con naturalezza, per cui non sono sempre evidenti i confini tra l'una e l'altra, né tra male immaginario e male simulato.

## Adattamenti
- La finta ammalata (1768),  dramma giocoso di Franz Joseph Haydn
- La finta ammalata (1796), farsa per musica in un atto di Domenico Cimarosa (la prima andò in scena a Lisbona, nel Teatro São Carlos)[15].